# Vladimir Varićak
Vladimir Varićak ou Vladimir Varičak (1er mars 1865 à Švica, Croatie - 17 janvier 1942 à Zagreb, Croatie) est un mathématicien et un physicien théorique serbe de la Croatie. Il est surtout connu pour son application de la géométrie hyperbolique à la relativité restreinte.

## Biographie
Varićak naît à Švica, une localité d'Otočac. Il étudie la physique et les mathématiques à l'université de Zagreb de 1883 à 1887. Il obtient son doctorat (PhD) en 1889 et reçoit son habilitation en 1895. En 1899, il est nommé professeur de mathématiques à Zagreb, où il donnera des cours jusqu'à sa mort en 1942.
De 1903 à 1908, il publie sur la géométrie hyperbolique. En 1910, à la suite de la publication d'un article d'Arnold Sommerfeld, il applique cette géométrie à la relativité restreinte. Dans son article de 1909, Sommerfeld, utilisant la forme imaginaire de l'espace de Minkowski, montre que la formule d'Einstein pour la somme des rapidités est plus simple à comprendre en tant que somme à la surface d'une sphère ayant un rayon imaginaire. Varićak réinterpète ce résultat en montrant que les rapidités s'additionnent dans un espace hyperbolique sans recourir à des valeurs imaginaires. Ce résultat sera démontré plus tard par Alfred Robb (1911) et Émile Borel (1913). Les articles de 1910 de Varićak montrent aussi plusieurs applications de la géométrie hyperbolique à l'optique.
En 1911, Varićak est invité à présenter son travail à la Deutsche Mathematiker-Vereinigung à Karlsruhe. Par la suite, il continue à développer son interprétation hyperbolique de la relativité restreinte, travaux qui seront regroupés dans son manuel Darstellung der Relativitatstheorie im drei dimensionalen Lobatschefskijschen Raume, publié en 1924.
De 1909 à 1913 Varićak correspond avec Albert Einstein sur la rotation des corps et la contraction des longueurs, car les interprétations de Varićak diffèrent de celles d'Einstein. Varićak affirme que l'interprétation d'Einstein sur la contraction de la longueur est un phénomène « apparent » ou « psychologique » causé par la convention sur les mesures de temps, alors que dans la théorie de Lorentz, c'est un phénomène objectif.
En 1999, Scott Walter a examiné à nouveau la géométrie non euclidienne de Minkowski en s'appuyant sur les travaux de Varićak :

« Plus que tout autre mathématicien, Varićak s'est dévoué au développement [d'une relativité] non euclidienne, mettant en lumière la conception de Minkowski sur les relations entre vecteurs vitesses dans un espace hyperbolique, et en récapitulant une variété de résultats en termes de fonctions hyperboliques. Varićak a montré les avantages notationnels de l'usage de la trigonométrie hyperbolique. Par exemple, il a rappelé l'interprétation d'Hergloz et Klein qui montrent que la transformation de Lorentz est un déplacement dans l'espace hyperbolique, et a donné des expressions hyperboliques simples pour le temps propre et l'aberration de la lumière. »

Varićak a publié des études sur la vie et les travaux de Ruđer Bošković (1711–1787) qui sont listés dans la biographie de Kurepa (1965). Varićak a édité et publié un article peu connu de Bošković publié en latin pour la première fois en 1755 (titre en anglais : On absolute motion - if it is possible to distinguish it from relative motion). Varićak a affirmé que l'article « montre plusieurs idées à la fois claires, radicales et remarquables sur le relativité de l'espace, du temps et du déplacement. »
Varićak était membre de l'Académie yougoslave des sciences et des arts, de l'Académie croate des sciences et des arts, de l'Académie serbe des sciences et des arts, de la Société croate des sciences naturelles et de la Société yougoslave des mathématiques.

## Publications
- (de) « Bemerkung zu einem Punkte in der Festrede L. Schlesingers über Johann Bolyai », Jahresbericht der Deutschen Mathematiker-Vereinigung, vol. 12,‎ 1903, p. 165-194 (lire en ligne)
- (de) « Beiträge zur nichteuklidischen Geometrie », Jahresbericht der Deutschen Mathematiker-Vereinigung, vol. 17,‎ 1908, p. 70-83 (lire en ligne)
- (de) « Zur nichteuklidischen analytischen Geometrie », Proceedings of the International Congress of Mathematicians, vol. II, SS.,‎ 1908, p. 213-226
- (de) « Anwendung der Lobatschefskijschen Geometrie in die Relativtheorie », Physikalische Zeitschrift, vol. 11,‎ 1910, p. 93-96
Traduction en anglais sur Wikisource : Application of Lobachevskian Geometry in the Theory of Relativity
- (de) « Die Relativtheorie und die Lobatschefskijsche Geometrie », Physikalische Zeitschrift, vol. 11,‎ 1910, p. 287-293
Traduction en anglais sur Wikisource : The Theory of Relativity and Lobachevskian Geometry
- (de) « Die Reflexion des Lichtes an bewegten Spiegeln », Physikalische Zeitschrift, vol. 11,‎ 1910, p. 586-87
Traduction en anglais sur Wikisource : The Reflection of Light at Moving Mirrors
- (de) « Die Interpretation der Relativtheorie in der Lobatschevkijschen Geometrie (Serbian) », Proc. Serb. Acad., vol. 93,‎ 1911, p. 211-255
- (de) « Zum Ehrenfestschen Paradoxon », Physikalische Zeitschrift, vol. 12,‎ 1911, p. 169Article sur le paradoxe d'Ehrenfest
Traduction en anglais sur Wikisource : On Ehrenfest's Paradox
- (de) « Über die nichteuklidische Interpretation der Relativtheorie », Jahresbericht der Deutschen Mathematiker-Vereinigung, vol. 21,‎ 1912, p. 103-127
Traduction en anglais sur Wikisource : On the Non-Euclidean Interpretation of the Theory of Relativity
- (de) « Bemerkungen zur Relativtheorie (German) », Bull. Acad. Zagreb, no 2,‎ 1914, p. 46-64
- (de) « Beitrag zur nichteuklidischen Interpretation der Relativtheorie (German) », Bull. Acad. Zagreb, no 3,‎ 1915, p. 46-49
- (de) « Über die Transformation des elektromagnetischen Feldes in der Relativtheorie (German) », Bull. Acad. Zagreb, no 3,‎ 1915, p. 101-106
- (de) « Eine Bemerkung zum Dopplerschen Effekt », Bull. Acad. Zagreb, no 4,‎ 1915, p. 87-88
- (de) Darstellung der Relativitatstheorie im drei dimensionalen Lobatschefskijschen Raume, Zagreb, Narodni Novini, 1924
- (en) « Relativity theory and the Universe », Nature, no 137,‎ 1936, p. 707

Une liste de toutes les publications de Varićak est donnée dans (en) D. Kurepa, « First centenary of the birth of mathematician Vladimir Varićak », Informations scientifiques, Univ.Belgrade,‎ 1965, p. 61-67